# Agence d'information et de communication de l'OTAN
 (octobre 2022).
Si vous disposez d'ouvrages ou d'articles de référence ou si vous connaissez des sites web de qualité traitant du thème abordé ici, merci de compléter l'article en donnant les références utiles à sa vérifiabilité et en les liant à la section « Notes et références ».

NCIA logo

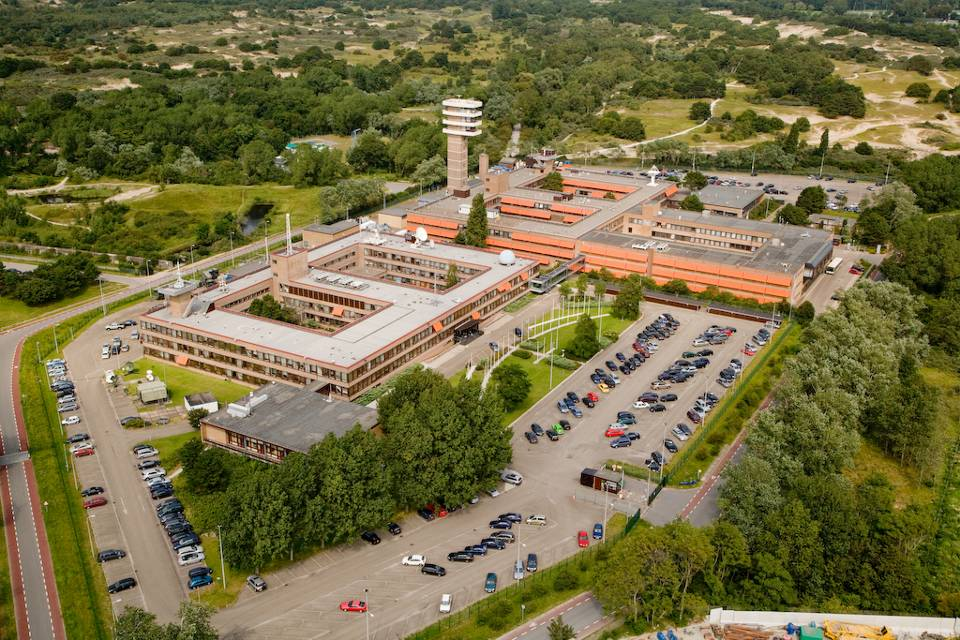
NCIA à La Haye, Pays-Bas

L'Agence d'information et de communication de l'OTAN (ou NCIA, littéralement NATO Communications and Information Agency), fondée en 2012, est l'agence exécutive de l'organisation spécialisée dans le soutien des forces armées de l'OTAN et des pays membres.  Elle fonctionne comme un intégrateur contractuel.

## Les missions de la NCIA
- systèmes d'information, de commandement, de contrôle et de communication des états-majors et forces armées de l'OTAN.
- cybersécurité et cyberdéfense.

## Implantations
L'agence est implantée à Bruxelles (siège) et sur 30 sites en Europe, Amérique du Nord et Sud-Est asiatique

## Supervision
La supervision de l'agence exécutive est assurée par un comité de surveillance (ASB, agency supervision board) représentant les 29 nations membres. 